# 플루오르인회석
플루오르인회석(Fluorapatite)은 화학식 Ca5(PO4)3F (플루오르인산 칼슘)을 가진 인산염 광물이다. 플루오르인회석은 단단한 결정질 고체이다. 샘플은 다양한 색상(녹색, 갈색, 파란색, 노란색, 보라색 또는 무색)을 가질 수 있지만, 순수한 광물은 전이 금속이 없는 물질에서 예상되는 바와 같이 무색이다. 수산화인회석과 함께 치아 법랑질의 구성 요소가 될 수 있으며, 특히 플루오린화 치약을 사용하는 사람들에게서 그러하다. 그러나 산업용으로는 두 광물 모두 주로 플루오르인회석으로 구성되지만 다른 광물도 상당량 포함하는 인광석 형태로 채굴된다.
플루오르인회석은 육방정계 결정계로 결정화된다. 생체 매트릭스에서는 종종 수산화인회석(Ca5(PO4)3OH 또는 Ca10(PO4)6(OH)2)과 고용체를 형성한다. 염소인회석(Ca5(PO4)3Cl)은 또 다른 관련 구조이다. 산업적으로 이 광물은 인산과 플루오린화 수소산의 중요한 공급원이다.
광물로서 플루오르인회석은 가장 흔한 인산염 광물이다. 이는 화성암과 칼슘이 풍부한 변성암에서 흔한 부수 광물로 널리 분포한다. 흔히 쇄설성 또는 속성작용 광물로 퇴적암에 존재하며 인광석 광상의 필수 구성 요소이다. 라테라이트 토양에서 잔류 광물로 나타난다.
플루오르인회석은 상어와 다른 물고기의 이빨에서 다양한 농도로 발견된다. 또한 수돗물 불소화 또는 플루오린화물 함유 치약 사용 등을 통해 플루오린화물 이온에 노출된 인간의 치아에도 존재한다. 플루오르인회석의 존재는 충치 또는 치아우식증을 예방하는 데 도움이 된다. 플루오르인회석은 또한 가벼운 정균 특성을 가지고 있어 충치와 관련된 주요 박테리아인 충치균의 증식을 줄이는 데 도움이 된다.

## 합성

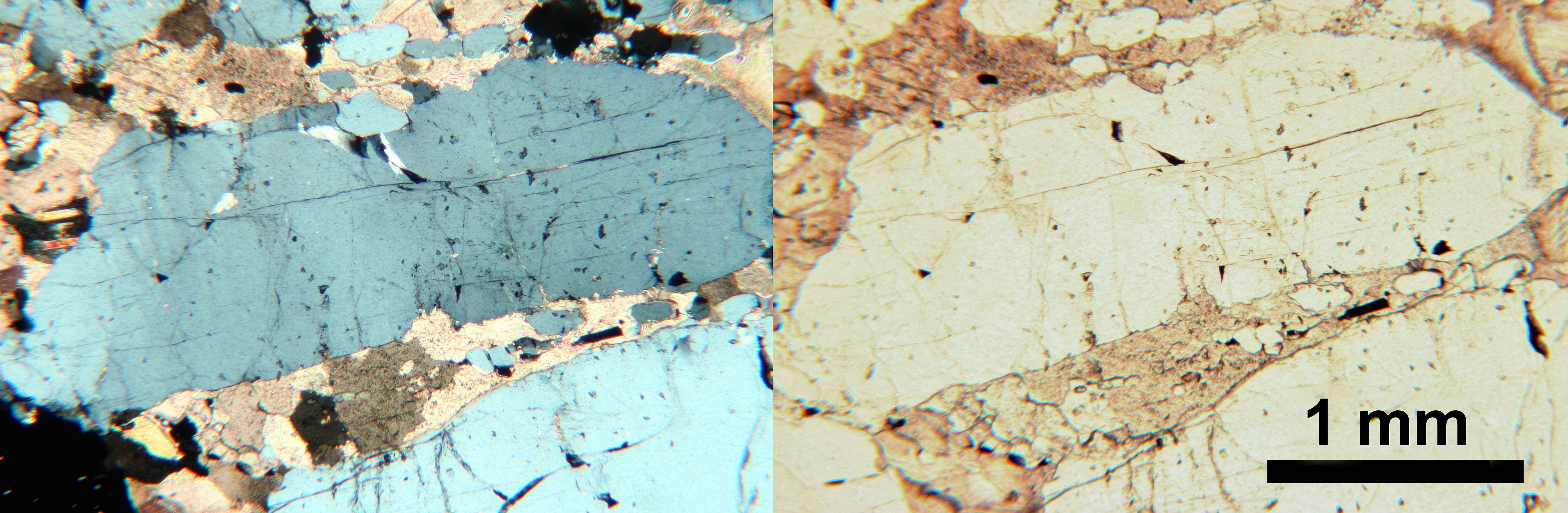
탄산염 기반암 내 플루오르인회석 결정. 시일린얘르비 아파타이트 광석 박편 현미경 사진.

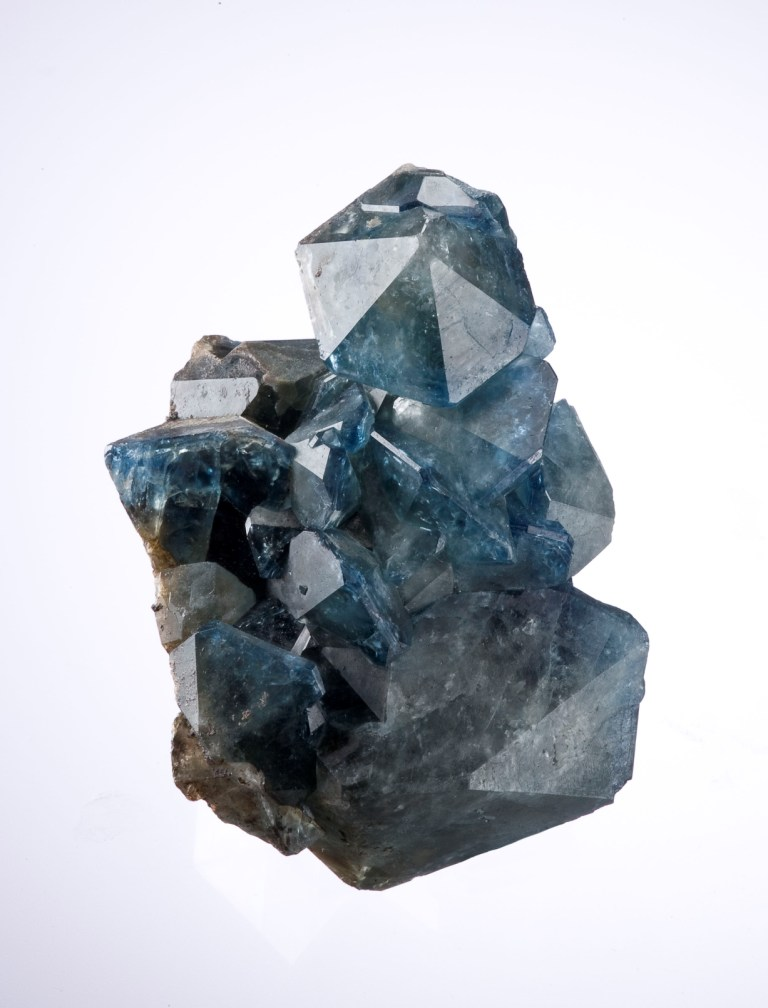
플루오르인회석. 브라질 미나스제라이스주 도세 계곡, 상 제라우두 두 바이시아.

플루오르인회석은 3단계 공정으로 합성할 수 있다. 먼저, 중성 수소 이온 농도 지수에서 칼슘과 인산염 염을 결합하여 인산 칼슘이 생성된다. 이 물질은 플루오린화물 공급원(종종 일플루오르인산 나트륨 또는 플루오르화 칼슘(CaF2))과 추가로 반응하여 광물을 생성한다. 이 반응은 전 세계 인의 순환에서 필수적이다.
3 Ca2+
 + 2 PO3−
4 → Ca
3(PO
4)
2
3 Ca
3(PO
4)
2 + CaF
2 → 2 Ca
5(PO
4)
3F

## 응용
플루오르인회석은 인회석의 자연 발생 불순물로서, 황산에 의해 인회석이 분해될 때 인산 생산 과정에서 플루오린화 수소를 부산물로 생성한다. 플루오린화 수소 부산물은 이제 플루오린화 수소산의 산업적 공급원 중 하나이며, 이는 차례로 다양한 중요한 산업 및 제약 플루오린 화합물 합성을 위한 출발 시약으로 사용된다.
망가니즈-II와 안티모니-V를 도핑한 합성 플루오르인회석은 할로인광체로 불리는 2세대 형광등 인광체의 기초를 형성했다. 253.7 nm 수은 공명 방사선으로 조사되었을 때, 이들은 형광을 발하며 허용 가능한 백색 범위 내에서 넓은 방출을 보였다. 안티모니-V는 주 활성제로 작용하여 넓은 푸른색 방출을 생성했다. 망가니즈-II를 추가하면 안티모니 피크를 희생시키면서 방출 스펙트럼의 붉은색 끝에서 두 번째 넓은 피크가 나타났고, 비방사성 과정을 통해 안티모니에서 망가니즈로 여기 에너지가 전달되어 방출되는 빛이 덜 푸르고 더 분홍색으로 보이게 했다. 격자 내 일부 플루오린화물 이온을 염화물 이온으로 대체하면 방출 밴드가 스펙트럼의 더 긴 파장인 붉은색 끝으로 전반적으로 이동했다. 이러한 변화로 인해 온백색, 백색, 주광색 튜브(보정된 색 온도가 각각 2900, 4100, 6500 K)용 인광체를 만들 수 있었다. 망가니즈와 안티모니 활성제의 양은 0.05에서 0.5 몰 퍼센트 사이에서 다양하다.
할로인광체를 생성하는 데 사용되는 반응은 아래와 같다. 안티모니와 망가니즈는 제품이 형광성을 띠려면 올바른 미량으로 혼합되어야 한다.
6 CaHPO
4 + (3+x) CaCO
3 + (1−x) CaF
2 + (2x) NH
4Cl → 2 Ca
5(PO
4)
3(F
1−xCl
x) + (3+x) CO
2 + (3+x) H
2O + (2x) NH
3
때로는 칼슘의 일부가 스트론튬으로 치환되어 더 좁은 방출 피크를 생성하기도 했다. 특수 목적 또는 유색 튜브의 경우 할로인광체는 소량의 다른 인광체와 혼합되었으며, 특히 식품 시장이나 미술 스튜디오 조명에 사용되는 높은 연색성 지수의 디럭스 튜브에서 그러했다.
1942년 할로인광체 개발 이전에 1세대 규산 아연 격자형, 망가니즈-II 활성 규산 아연 및 규산 아연 베릴륨 인광체가 형광등에 사용되었다. 베릴륨 화합물의 호흡기 독성 때문에 이러한 초기 인광체 유형의 폐기는 건강에 이로웠다.
1990년경부터 3세대 삼색 인광체, 즉 희토류 이온으로 활성화되고 허용 가능한 백색을 생성하도록 비율로 혼합된 세 가지 개별 빨강, 파랑, 녹색 인광체가 할로인광체를 대부분 대체했다.
플루오르인회석은 인 생산을 위한 전구체로 사용될 수 있다. 석영 존재 하에 탄소로 환원될 수 있다.
4 Ca
5(PO
4)
3F + 21 SiO
2 + 30 C → 20 CaSiO
3 + 30 CO + SiF
4 + 6 P
2
냉각되면 백린(P4)이 생성된다.
2 P
2 → P
4
플루오르인회석은 보석으로도 사용된다.